# 루턴 공항
런던 루턴 공항(영어: London Luton Airport, IATA: LTN, ICAO: EGGW)은 잉글랜드 베드퍼드셔주 루턴에서 동쪽으로 1.5 마일 (2.4 km) 떨어진 곳에 위치한 국제공항으로, 센트럴 런던 북쪽으로 28 마일 (45 km) 떨어져 있다.